# 東京ハートセンター
大崎病院 東京ハートセンター（おおさきびょういんとうきょうハートセンター）は、東京都品川区にある私立の病院である。

## 概要
狭心症や不整脈など循環器疾患を専門に扱う病院として2005年12月1日開設。テレビに出演していた有名な外科医が所属していたため、知名度は高い。
2019年8月27日、後述の事件により、民事再生を申請。その後は東京蒲田病院を経営する医療法人社団 森と海東京の支援を受け事業再生を目指して経営を継続している。

## 歴史
- 1994年3月に冠心会は創業、同年9月に法人に改組。
- 2005年12月1日、東京都品川区北品川に開院。
- 2019年8月27日、民事再生を申請。
- 2025年4月、東京蒲田病院と共に徳洲会グループとなる[2]。

## 診療科
- 循環器内科
- 心臓血管外科
- 麻酔科

## 各種認定
- 日本心血管インターベンション治療学会 研修施設
- 日本不整脈心電学会不整脈専門医研修施設

## 不祥事
- 2019年8月27日、当時の理事長らによる乱脈経営により経営不振に陥り、約42億6200万円の負債のため民事再生となる。経営陣が入れ替わり、この時に多くの医師が退職した[3]。
- 2020年11月10日、警視庁により、別の医療法人「一成会」（埼玉県さいたま市、民事再生手続き中）の資金を１億円以上着服したとして、同会元理事を逮捕。逮捕された理事らは、経営コンサルタントらと共謀し、正規の手続きを経ずに同会の法人口座から、大崎病院東京ハートセンター（東京・品川）を運営する医療法人社団冠心会の口座に計約1億3千万円を不正に送金し、横領した疑い。被害額は10億円にのぼるものと見られる[4]。

## 在籍していた人物
- 須磨久善
- 南淵明宏